# Carta blanca (programa de Canal Nou)
Carta blanca fue un programa de debate emitido por Canal Nou entre los años 1992 y 1996. Se emitía en directo la noche del viernes y estaba dirigido y moderado por el periodista Josep Ramon Lluch, quién había sido director del semanario El Temps y jefe de programas de Ràdio Nou. Su origen hay que buscarlo en el programa La vida en un xip de TV3, del que compró los derechos el entonces director de la RTVV, Amadeu Fabregat.
Cada edición estaba dedicada a un tema distinto, que era debatido por los invitados y, posteriormente se daba la palabra al público asistente, que tenía un papel destacado en el desarrollo del programa. Los espectadores también podían telefonear desde casa y participar en directo o dejar su opinión. Las opiniones dejadas por los espectadores en la centralita eran leídas en una sección presentada por Amàlia Garrigós.
Con invitados y temas polémicos y de interés general (se dedicaron programas a temas como el servicio militar, la homosexualidad, las mujeres y hombres transsexuals, los extraterrestres, los videntes o la droga), Carta blanca se convirtió en uno de los espacios más populares y con más audiencia del canal valenciano y sirvió de plataforma a personajes como el padre Apeles, Manuela Trasobares, Bienvenida Pérez o Juan Adriansens. En 1997 cambió el nombre por Parle vosté, calle vosté, y se mantuvo en antena, con el mismo formato, dos temporadas más.